# Renato Janine Ribeiro
Renato Janine Ribeiro (Aracatuba, Brasil, 1949), és professor d'Ètica i Filosofia política de la Universitat de São Paulo. S'ha esforçat per pensar una filosofia política que tingui en compte les societats occidentals que donen més importància a l'afecte en la vida pública, com ara la brasilera i altres de l'anomenat “Tercer Món”. Els seus interessos principals són la naturalesa teatral de la representació política i les dificultats en la construcció de la democràcia al Brasil. L'any 1998 va rebre l'Orde Nacional al Mèrit Científic i el 2009, l'Orde de Rio Branco. Entre les seves publicacions destaquen A sociedade contra o social: o alto custo da vida pública no Brasil (Companhia das Letras e Fundação Biblioteca Nacional, 2000, premi Jabuti d'assaig 2001) i A universidade e a vida atual. Fellini não via filmes (Campus, 2003).